# Sheila Johnson
Sheila Johnson, née le 25 janvier 1949 à McKeesport, est une personnalité du monde des affaires.

## Biographie
Sheila Johnson naît le 25 janvier 1949 à McKeesport. Elle cofonde la chaîne de télévision par câble Black Entertainment Network en 1979 avec son ex-mari Robert. Viacom en fait l'acquisition pour 2,9 milliards de dollars en 2001. Après son divorce en 2002, elle vend ses actions et investit depuis dans des hôtels en Floride et en Virginie, des avions, des biens immobiliers et des chevaux. Elle produit Le Majordome, un film acclamé par la critique en 2013, qui raconte l'histoire d'un ancien esclave devenu employé de la Maison-Blanche.
Elle est vice-présidente de Monumental Sports and Entertainment et à ce titre, en 2019, la seule femme afro-américaine à être copropréiatéire de trois équipes sportives professionnelles les Capitals de Washington en NHL, les Wizards de Washington en NBA, et les Mystics de Washington en WNBA.